# Jam FM
Jam FM est une station de radio allemande privée.

## Histoire
La radio est fondée en 1993 et émet dans toute l'Allemagne le 15 janvier 1994. En août 1994, elle se nomme temporairement Hit FM. Le propriétaire de la station de radio basée à Munich 89 Hit FM conclut avec Jam FM et veut en faire une radio musicale. Cependant l'accord dure seulement six semaines. En septembre 1994, Hit FM se retire du satellite et du câble. Elle émet 12 heures par jour sur Munich.
Jam FM revient en octobre 1994 et diffuse essentiellement de la musique afro-américaine.
Jam FM émet depuis septembre 2001 sur Berlin et le Brandebourg par une transmission hertzienne, grâce à un partenariat avec FAZ Businessradio qui possède la fréquence 93.6 FM.
Jam FM avait une déclinaison régionale partielle, l'après-midi, sur la Sarre. La succursale était la propriété à 30 % de Saarbrücker Zeitung et à 19 % de Moira Rundfunk (qui appartient au groupe Medien Union). Depuis le 5 septembre 2005, la fréquence de Jam FM est attribuée à bigFM Saarland.
Avec le départ de l'actionnaire et directeur général Matthias Bimmermann à la fin de 2004, l'autre actionnaire Frank Nordmann reprend la gestion de Skyline Medien Gmbh, détentrice de la marque Jam FM. En 2005, Saarbrücker Zeitung acquiert Skyline Medien Saarland Gmbh et ainsi la radio régionale.
À l'automne 2007, Frank Nordmann et la majorité des employés quittent Jam FM. Le nouveau directeur est Matthias Gülzow puis Carolin Häublein en février et Stephan Schmitter depuis juin 2014.
Après s'être ouverte à d'autres musiques inspirées de l'afro-américaine, elle s'oriente vers les succès du moment et de la dance.